# Towarzystwo Śpiewacze „Lutnia” w Wieliczce
Towarzystwo Śpiewacze „Lutnia” – najdłużej nieprzerwanie działający polski chór, który założono na terenie Wieliczki w 1872 r., gdzie do teraz prowadzi ożywioną działalność śpiewaczą, a chórzystami na przestrzeni lat stały się wielopokoleniowe rodziny.

## Historia
Towarzystwo Śpiewacze „Lutnia” – chór, który powstał w Wieliczce w 1872 r. W czasach austriackich integrował miejscową społeczność. Jego członków łączyły nie tylko pasje muzyczne, ale przede wszystkim idee patriotyczne. Towarzystwo organizowało uroczyste obchody ważnych rocznic narodowych. Wspólnie z Orkiestrą Salinarną i Teatrem Amatorskim brało udział w koncertach charytatywnych, z których dochód przeznaczano na zakup umundurowania dla legionistów walczących w I wojnie światowej, a potem na pomoc dla wdów i sierot po poległych żołnierzach. Dzięki staraniom „Lutnistów” powstało w Wieliczce Towarzystwo Gimnastyczne „Sokół” oraz Towarzystwo Upiększania Miasta Wieliczki.
W 1985 roku sekcja chłopięca chóru wzięła udział w nagraniu 4 utworów umieszczonych na ścieżce dźwiękowej filmu „Podróże pana Kleksa”.

## Osiągnięcia
Za swoją działalność społeczną „Lutnia” została odznaczona Krzyżem Kawalerskim Orderu Odrodzenia Polski oraz Złotą Odznaką za Zasługi dla Miasta Krakowa. Chór TŚ istnieje do dziś. Stale bierze udział w konkursach i przeglądach, także zagranicznych.
- Srebrne Pasmo w Małopolskim Festiwalu Chórów – Niepołomice 2003
- Brązowe Pasmo w Małopolskim Festiwalu Chórów – Niepołomice 2004
- Brązowa Struna w Małopolskim Festiwalu Chórów - Niepołomice 2009
- Srebrna Struna w Małopolskim Festiwalu Chórów - Niepołomice 2010